# Государственный торгово-экономический университет
Государственный торгово-экономический университет (ГТЭУ) (укр. Державний торговельно-економічний університет) — высшее учебное заведение Украины III—IV уровней аккредитации.

## История
История Киевского национального торгово-экономического университета берёт начало от Киевского филиала Всесоюзного заочного института советской торговли, основанного в 1946 году. В связи с созданием в 1958 году Министерства торговли СССР и подчинением ему учебных заведений, расположенных на территории Украины, согласно постановлению Совета Министров СССР № 50 от 14 января 1959 году Киевский филиал Всесоюзного заочного института советской торговли было подчинено Харьковскому институту советской торговли, в том же году — Донецкий институт советской торговли.
В сентябре 1965 года директором филиала назначен кандидат экономических наук Василий Задорожный. Заместителем директора стал кандидат экономических наук Алексей Колчигин. Насущная потребность в кадрах высшей квалификации для отрасли торговли способствовала созданию на базе филиала самостоятельного высшего учебного заведения. Постановлением Совета Министров СССР № 195 от 4 марта 1966 года на базе Киевского филиала Донецкого института советской торговли создан Киевский торгово-экономический институт, в состав которого вошли Одесский и Херсонский филиалы. В составе института начали действовать 4 факультета: торговый, экономический, технологический и повышения квалификации.
В октябре 1966 года ректором КТЭИ назначена кандидат философских наук Тамара Скирда. По её инициативе включены в план строительства и построен институтский комплекс в составе учебно-лабораторного корпуса, общежитий, комбината питания, актовый зал. Ведущими научно-педагогическими кадрами стали Лев Беспалый, Василий Горелкиных, Владимир Иваницкий, Михаил Мельман, Алексей Колчигин, Анна Рудавская и другие. На преподавательскую работу в институт перешли из Украинского научно-исследовательского института торговли и общественного питания Министерства торговли СССР. Для обеспечения учебного процесса высококвалифицированными кадрами-педагогами была создана аспирантура, специализированный ученый совет по защите кандидатских диссертаций .
В 1986—1987 годах в должности ректора работал доктор экономических наук, профессор Иван Майборода, в 1988—1990 годах — кандидат экономических наук, профессор Виктор Невесенко. В ноябре 1991 года на должность ректора назначен Анатолий Мазараки.
Постановлением Кабинета Министров Украины № 592 от 29 августа 1994 года учебное заведение преобразовано в Киевский государственный торгово-экономический университет .
В апреле 1994 года институт получил наивысший IV уровень аккредитации. В августе 1994 года на базе Киевского торгово-экономического института создан Киевский государственный торгово-экономический университет. Указом Президента Украины № 1059/2000 от 11 сентября 2000 года университету присвоен статус национального .

## Хронология смены названия
Исторически в университета часто менялось название в зависимости от подчинения, реорганизации или предоставления статуса правительством или президентом..
- 1946-1959 - Киевский филиал Всесоюзного заочного института советской торговли
- 1959-1959 - Киевский филиал Харьковского института советской торговли
- 1959-1966 - Киевский филиал Донецкого института советской торговли
- 1966-1994 - Киевский торгово-экономический институт (КТЭИ)
- 1994-2000 - Киевский государственный торгово-экономический университет (КГТЭУ)
- 2000-2022 - Киевский национальный торгово-экономический университет (КНТЭУ)
- с 2022 - Государственный торгово-экономический университет (ГТЭУ)[6]

Последнее изменение названия произошло через реорганизацию, обусловленную изменениями в законодательстве. По состоянию на 2025 год университет ожидает повторного предоставления статуса национального Президентом Украины с очередным изменением названия на Национальный торгово-экономический университет (НТЭУ).

## Кампуса и корпуса
Университет как базовое учреждение в Киеве насчитывает 6 учебно-лабораторных корпусов.

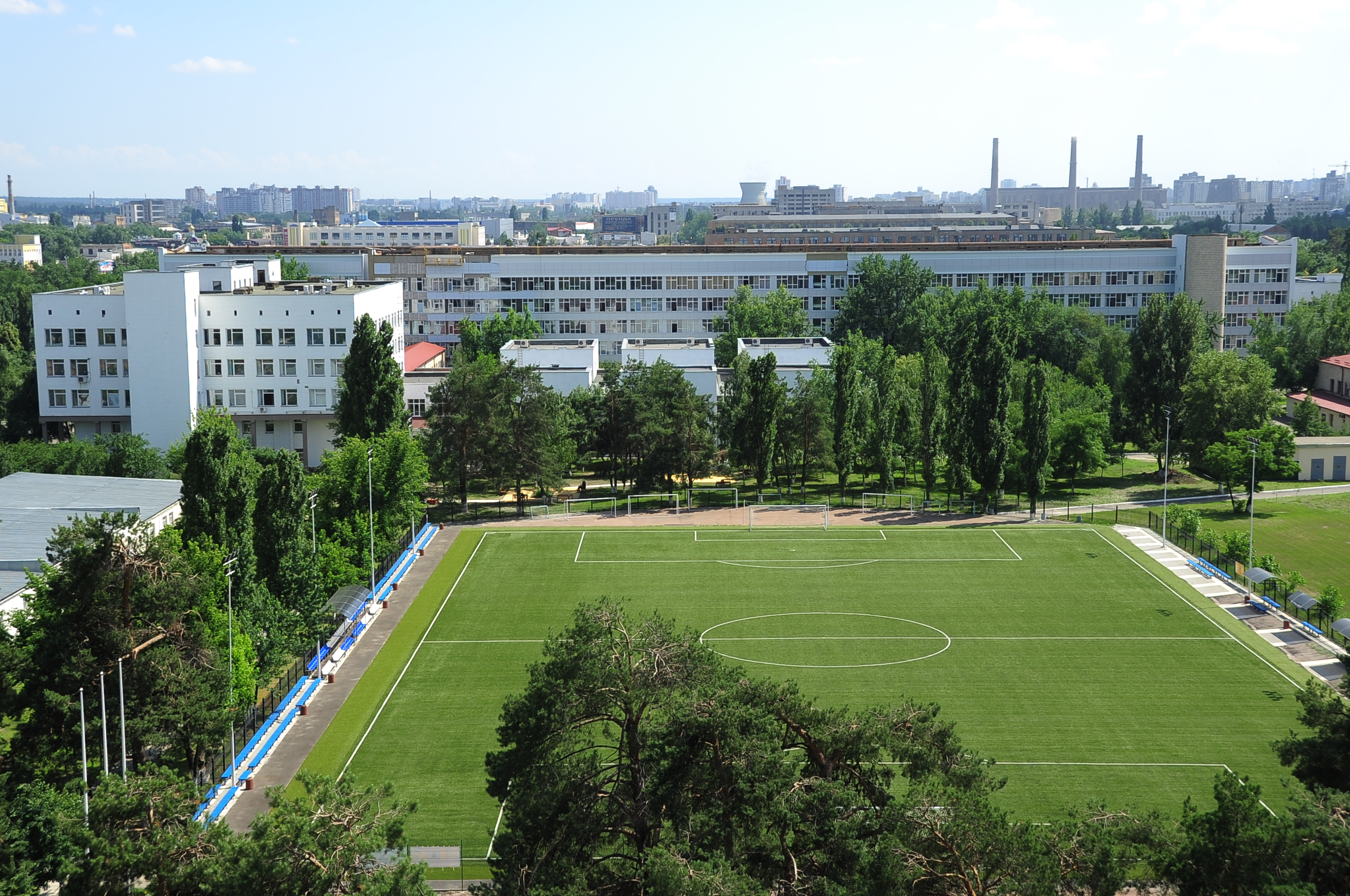
Спортивный комплекс ГТЭУ

А — учебно-административный корпус. Здесь находятся учебные аудитории и лаборатории факультета экономики, менеджмента и психологии Архивная копия от 4 июня 2020 на Wayback Machine, факультет ресторанно-гостиничного и туристического бизнеса Архивная копия от 4 июня 2020 на Wayback Machine, факультет международной торговли и права (недоступная ссылка), факультет финансов и банковского дела (недоступная ссылка), факультет торговли и маркетинга Архивная копия от 4 июня 2020 на Wayback Machine, а также деканаты и администрация заведения.
Б — учебно-библиотечный корпус. Здесь расположены лекционные аудитории и крупнейшая на Украине библиотека.
В — культурно-художественный корпус, в котором находятся — большой актовый зал на 800 мест и секретариат приемной комиссии, и архив университета.
Г — учебно-тренинговый корпус. В корпусе расположены Институт высшей квалификации, Французско-украинский институт управления, Центр учебно-тренинговых фирм, Центр довузовской подготовки иностранных граждан, Центр иностранной деловой речи и др.
Д — учебно-административный корпус. Здесь находятся — деканат и начальные аудитории факультета учёта, аудита и экономической кибернетики, центр довузовской подготовки, тренажерный зал, актовый зал на 400 мест, столовая.
Е — учебно-производственный корпус. В корпусе расположены — учебно-производственное объединение, лаборатории технологии и организации ресторанного хозяйства, столовая университета.
З — спортивный комплекс с легкоатлетическим манежем, теннисным кортом, стадионом с искусственным газоном и студгородок на более 2500 мест.

## Почётные доктора и выпускники
- Почётный доктор КНТЭУ (2002 .) Дайсаку Икеда  — японский мыслитель, философ, писатель, поэт и педагог.
- Почётный доктор КНТЭУ (2002 г.) Шеневуа Морис Жан — директор профессионализированного института менеджмента и управления Университета Овернь-Клермон-1 (Франция).
- Почётный доктор КНТЭУ (2007 г.) Ришард Боровецький — ректор Краковского экономического университета (Польша), профессор, признанный ученый в области современной экономической науки.
- Почётный доктор КНТЭУ  Алессандро Анастази —  доктор наук, профессор, преподаватель университетов Мессина (Италия) и Парижской Сорбонны, а также университетов Сантьяго-Компостелло, Кракова, Хельсинки и др.
- Почётный доктор КНТЭУ (2012 г.) Анри Жоплес — директор по развитию Высшей парижской школы коммерции ESCP-Europe.
- Почётный доктор КНТЭУ (2012 г.) Сергей Николаевич Бабурин — ректор Российского государственного торгово-экономического университета, доктор юридических наук, профессор.
- Почётный доктор КНТЭУ (2013 г.) Эва Сандор-Крист — ректор Будапештского экономического института, доктор экономических наук, профессор.
- Почётный доктор КНТЭУ (2013 г.) Шимов Владимир Николаевич — ректор Белорусского государственного экономического университета, доктор экономических наук, профессор [8].
- Почётный доктор КНТЭУ (2014 г.) Григорий Белостечник - ректор Молдавской Экономической Академии, профессор.
- Почётный доктор КНТЭУ (2015 г.) Анджей Хохул - ректор Краковского экономического университета, профессор.